# Splash (Musikgruppe)
Splash war ein deutsches Dance-House- bzw. Eurodance-Musikduo in den 1990er Jahren. Es bestand aus Marcus Deon Thomas alias Eric P. III und Aimee McCoy.

## Karriere
Das Duo begann 1990 mit den beiden ersten Singles I Need Rhythm und Set the Groove on Fire. Im Jahre 1991 veröffentlichten sie ihr erstes Album Splash. Darauf fand sich mehr Rap als Eurodance, aber mit weiblichem Gesang. Alle unter WEA veröffentlichten Songs wurden von Giorgio und Martin Koppehele (G. + M. Cope) arrangiert und produziert. Der weibliche Gesang stammt von Aimee McCoy und die Raps von Marcus Deon Thomas. Mit der Debütsingle I Need Rhythm erreichte Splash die deutschen und britischen Singlecharts. Auch die folgenden Singles Set the Groove on Fire und Joy and Pain erreichten die deutschen Singlecharts. Mit dem 1994 veröffentlichten Album Just a Party konnte der kommerzielle Erfolg nicht gehalten werden; einzig die Single One More Dream platzierte sich 1995 für zwei Wochen in den Charts.
Marcus Deon Thomas war 1994 Gründungsmitglied der Musikgruppe Pharao. Aimee McCoy beendete mit der Auflösung von Splash ihre Sängerlaufbahn.

## Diskografie

### Studioalben
| Jahr | Titel Musiklabel           | Höchstplatzierung, Gesamtwochen, AuszeichnungChartplatzierungen (Jahr, Titel, Musiklabel, Platzierungen, Wochen, Auszeichnungen, Anmerkungen) | Höchstplatzierung, Gesamtwochen, AuszeichnungChartplatzierungen (Jahr, Titel, Musiklabel, Platzierungen, Wochen, Auszeichnungen, Anmerkungen) | Anmerkungen                |
| Jahr | Titel Musiklabel           | DE | UK | Anmerkungen                |
| ---- | -------------------------- | --- | --- | -------------------------- |
| 1991 | Splash WEA Records         | — | — | Erstveröffentlichung: 1991 |
| 1994 | Just a Party Nu Trax (SPV) | — | — | Erstveröffentlichung: 1994 |

### Singles
| Jahr | Titel Album                               | Höchstplatzierung, Gesamtwochen, AuszeichnungChartplatzierungen (Jahr, Titel, Album, Platzierungen, Wochen, Auszeichnungen, Anmerkungen) | Höchstplatzierung, Gesamtwochen, AuszeichnungChartplatzierungen (Jahr, Titel, Album, Platzierungen, Wochen, Auszeichnungen, Anmerkungen) | Anmerkungen                               |
| Jahr | Titel Album                               | DE | UK | Anmerkungen                               |
| ---- | ----------------------------------------- | --- | --- | ----------------------------------------- |
| 1990 | I Need Rhythm Splash                      | DE41 (10 Wo.)DE | UK88 (3 Wo.)UK | Erstveröffentlichung: 1990                |
| 1991 | Set the Groove on Fire Splash             | DE30 (11 Wo.)DE | — | Erstveröffentlichung: 1991                |
| 1991 | Joy and Pain Splash                       | DE44 (5 Wo.)DE | — | Erstveröffentlichung: 1991                |
| 1992 | Got 2 Have Your Love (Remix) Just a Party | — | — | Erstveröffentlichung: 1992                |
| 1993 | Tell Me Why Just a Party                  | — | — | Erstveröffentlichung: 1993 feat. Asher D. |
| 1994 | All I Do Just a Party                     | — | — | Erstveröffentlichung: 1994                |
| 1994 | One More Dream –                          | DE91 (2 Wo.)DE | — | Erstveröffentlichung: 1994                |